# باتريك ألكسندر
باتريك ألكسندر (بالإنجليزية: Patrick Alexander)‏ (1926 - 1997)؛ روائي بريطاني-بريطاني.

## روابط خارجية
- باتريك ألكسندر على موقع IMDb (الإنجليزية)
- باتريك ألكسندر على موقع قاعدة بيانات الفيلم (الإنجليزية)